# ایلابلا
ایلابلا (به پرتغالی: Ilhabela) یک شهر و شهر و شهرداری در برزیل است که در ایالت سائو پائولو واقع شده‌است. ایلابلا ۳۴۷٫۵۲ کیلومتر مربع مساحت و ۳۲٬۱۹۷ نفر جمعیت دارد و ۰–۱٬۳۷۸ متر بالاتر از سطح دریا واقع شده‌است.